# Oxygen (Lied)
Oxygen (englisch für „Sauerstoff“) ist ein Lied der schwedischen Singer-Songwriterin Winona Oak, in Kooperation mit dem deutschen DJ Robin Schulz.

## Entstehung und Artwork
Oxygen wurde gemeinsam von den beiden Interpreten Winona Oak und Robin Schulz sowie den Koautoren Daniel Dust, Sam McCarthy, Casey Smith und Paul Vogler geschrieben. Die Produktion erfolgte durch die Zusammenarbeit von Djani Dzihan, Schulz und Vogler. Die Abmischung sowie das Mastering erfolgte unter der Leitung des österreichischen Tontechnikers Nikodem Milewski. Programmiert wurde das Stück eigens durch Schulz.
Auf dem Frontcover der Single sind – neben Künstlernamen und Liedtitel – zwei Porträts der beiden Interpreten zu sehen. Der Hintergrund des Covers ist lila gehalten, in der Mitte befindet sich ein großes „M“, welches das Logo des Musiklabels darstellt, in dem die beiden schwarz-weiß Porträts von Oak (links) und Schulz (rechts) zu sehen sind.

## Veröffentlichung und Promotion
Die Erstveröffentlichung von Oxygen erfolgte als Download und Streaming am 29. Mai 2020. Die Veröffentlichung erfolgte als Einzeltrack durch die Musiklabels Mentalo Music und Spinnin’ Records. Es handelt sich hierbei um die erste Tonträgerveröffentlichung, die Schulz über sein neugegründetes Musiklabel Mentalo Music veröffentlichte. Am 3. Juli 2020 erschien ein Remix der Brasilianer Vintage Culture und Fancy Inc als Einzeltrack. Wiederum drei Wochen später erschien ein Remix vom deutschen DJ Dario Rodriguez ebenfalls als Einzeltrack.

## Inhalt
Der Liedtext zu Oxygen ist in englischer Sprache gehalten; der Liedtitel bedeutet ins Deutsche übersetzt so viel wie „Sauerstoff“. Die Musik und der Text wurden gemeinsam von Daniel Dust, Sam McCarthy, Winona Oak, Robin Schulz, Casey Smith und Paul Vogler geschrieben beziehungsweise komponiert. Musikalisch bewegt sich das Lied im Bereich der Dancemusik. Das Tempo beträgt 116 Schläge pro Minute. Die Tonart ist g-Moll. Inhaltlich geht es in Oxygen um eine paranoide Liebschaft, in der sie immer wieder erneute Bestätigung von ihrem Partner benötigt.
Aufgebaut ist das Lied auf zwei Strophen, einem Refrain, einer Bridge sowie einem Outro. Das Lied beginnt mit der ersten Strophe, die sich aus vier Zeilen zusammensetzt. Auf die erste Strophe folgt zunächst ein sogenannter Pre-Chorus sowie schließlich der eigentliche Refrain. Der gleiche Vorgang wiederholt sich mit der zweiten Strophe. Der zweite Refrain klingt mit einem sogenannten Post-Chorus aus, der lediglich aus der sich wiederholenden Zeile „Please love, love“ (englisch für „Bitte Liebling, Liebling“) besteht. An das Ende des Refrain schließt sich die Bridge an sowie an diese der Refrain mit seinem erneuten Post-Chorus, ehe das Stück mit dem Outro endet. Der Hauptgesang des Liedes stammt von Oak, Schulz wirkt lediglich als DJ an dem Stück mit.
| „Show me you love me. You know I get scared. I’m not just broken. I’m beyond repair. Tell me you need me. You know I get scared. Make me forget that. I’m beyond repair.“ – Refrain, Originalauszug | „Zeig mir deine Liebe. Du weißt, ich habe Angst. Ich bin nicht nur kaputt, ich bin irreparabel. Sag mir das du mich brauchst. Du weißt, ich habe Angst. Lass mich nicht dran denken. ich bin irreparabel.“ – Refrain, Übersetzung |

## Musikvideo
Das Musikvideo zu Oxygen feierte am 29. Mai 2020 auf YouTube seine Premiere. Es zeigt verschiedene Szenen eines Liebespaares (gespielt von Clara Joly und Maxence Pujebet), die zu Beginn einer jeden Szene distanziert voneinander sind, sich jedoch immer annähern. Die meisten Szenen enden in Kuss oder Sexszenen. In einer Szene schaut sich Pujebet eine alte Filmrolle an, in der Oak in Erscheinung tritt. Schulz selbst tritt im Video nicht in Erscheinung. Die Gesamtlänge des Videos beträgt 3:24 Minuten. Regie führten Nassim Maoui und Christophe Mentz. Bis heute zählt das Musikvideo über 9,3 Millionen Aufrufe bei YouTube (Stand: Januar 2021).

## Mitwirkende
| Liedproduktion - Daniel Dust: Komponist, Liedtexter - Djani Dzihan: Musikproduzent - Sam McCarthy: Komponist, Liedtexter - Nikodem Milewski: Abmischung, Mastering - Winona Oak: Gesang, Komponist, Liedtexter - Robin Schulz: Komponist, Liedtexter, Musikproduzent, Programmierung - Casey Smith: Komponist, Liedtexter - Paul Vogler: Komponist, Liedtexter, Musikproduzent Unternehmen - 10:22 Films: Co-Filmproduzent (Musikvideo) - Mentalo Music: Musiklabel - Mutter & Vater production: Filmproduzent (Musikvideo) - Spinnin’ Records: Musiklabel | Musikvideo - Cécile Anton: Schminke - Julian Gillström: Kameramann - Samuel Hergibo: Szenenbildner - Clara Joly: Schauspieler - Massuda Kassem: Filmproduzent - Nassim Maoui: Regisseur - Christophe Mentz: Regisseur - Laurent Paul: Co-Filmproduzent - Loïs Paul: Produktionsassistenz - Maxence Pujebet: Schauspieler - Tiphaine Ressort: Stylist - Lionel Smila: Co-Regisseur - Shu Yamamoto: Grafikdesigner |

## Charts und Chartplatzierungen
Oxygen verfehlte den Einstieg in die offiziellen deutschen Singlecharts, konnte sich jedoch auf Rang drei der Single-Trend-Charts platzieren. Darüber hinaus erreichte die Single Rang 17 in den deutschen Dancecharts sowie Rang 19 in den Downloadcharts. In der Schweiz erreichte die Single Position 81 und platzierte sich eine Woche in der Hitparade.
Für Schulz als Interpret ist dies der 18. Charterfolg in der Schweiz. Als Produzent ist es sein 16. Charterfolg in der Schweiz, in seiner Autorentätigkeit der 15. Charterfolg. Smith erreichte als Autor hiermit zum sechsten Mal die Schweizer Hitparade. Für Oak ist es nach Hope (The Chainsmokers feat. Winona Oak) der zweite Charterfolg als Autorin und Interpretin in der Schweiz. Dzihan, Dust, McCarthy und Vogler erreichten mit Oxygen erstmals die Schweizer Hitparade.